# Port lotniczy Ouadda
Port lotniczy Ouadda – krajowy port lotniczy zlokalizowany w Ouadda, w Republice Środkowoafrykańskiej.